# 47A busz (Veszprém)
A veszprémi 47A jelzésű autóbusz egy éjjeli körjárat volt, ami a Hoteltől indulva bejárta a Jutasi úti lakótelepet, körbejárta Bakonyalját, majd a Cholnoky lakótelepen át tért vissza Hotelhez. A járatot a V-Busz üzemeltette.

## Története
A járatot 2019. december 15-én indította el Veszprém szolgáltatója, a V-Busz. 2020-ban szűnt meg.

## Útvonala
| Hotel → Cholnoky lakótelep → Hotel |
| --- |
| Hotel vá. – Mindszenty József utca – Jutasi út – Munkácsy Mihály utca – Haszkovó utca – Jutasi út – Aulich Lajos utca – Aradi vértanúk utca – Haszkovó utca – Hold utca – Cholnoky Jenő utca – Ady Endre utca – Lóczy Lajos utca – Cholnoky Jenő utca – Almádi út – Bajcsy-Zsilinszky út – Mindszenty József utca – Hotel vá. |

## Megállóhelyei
Az átszállási kapcsolatok között az azonos útvonalon közlekedő 47-es busz nincsen feltüntetve.
| 0  | Hotel végállomás                    |                   |
| 2  | Veszprém autóbusz-állomás           | Távolsági járatok |
| 3  | Petőfi Sándor utca                  |                   |
| 4  | Munkácsy Mihály utca                |                   |
| 5  | Haszkovó utca                       |                   |
| 6  | Laktanya                            |                   |
| 7  | Aulich Lajos utca                   |                   |
| 7  | Láhner György utca                  |                   |
| 7  | Penny Market                        |                   |
| 8  | Deák Ferenc iskola                  |                   |
| 9  | Aradi vértanúk utca                 |                   |
| 10 | Haszkovó utca                       |                   |
| 11 | Őrház utca                          |                   |
| 12 | Fecske utca                         |                   |
| 13 | Budapest út                         |                   |
| 14 | Vilonyai utca                       |                   |
| 15 | Ady Endre utca / Cholnoky Jenő utca |                   |
| 16 | Lóczy Lajos utca                    |                   |
| 16 | Hérics utca                         |                   |
| 17 | Cholnoky forduló                    |                   |
| 18 | Almádi út                           |                   |
| 20 | Radnóti Miklós tér                  |                   |
| 21 | Vörösmarty Mihály tér               |                   |
| 22 | Hotel végállomás                    | 42                |